# Orchidantha fimbriata
Orchidantha fimbriata là một loài thực vật có hoa trong họ Lowiaceae. Loài này được Richard Eric Holttum miêu tả khoa học đầu tiên năm 1970.

## Mẫu định danh
Mẫu định danh: Haniff 3957 (Ridley's no. 16313), thu thập tại sungai Batu, gunung Kerbau (sông/suối Batu, núi Korbu), bang Perak, Malaysia. Lưu giữ tại Ban quản lý Vườn quốc gia Singapore (SING).

## Hình ảnh

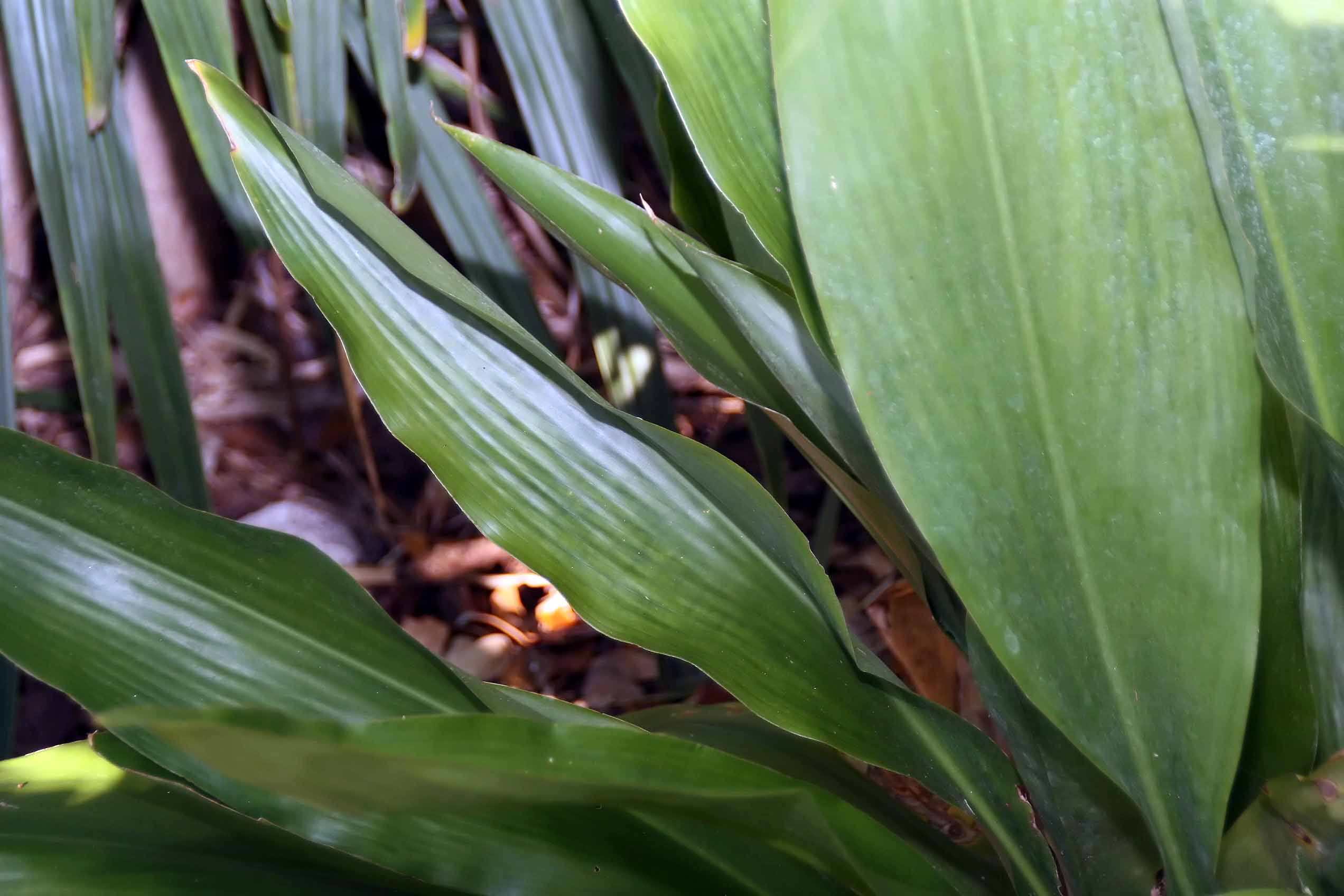
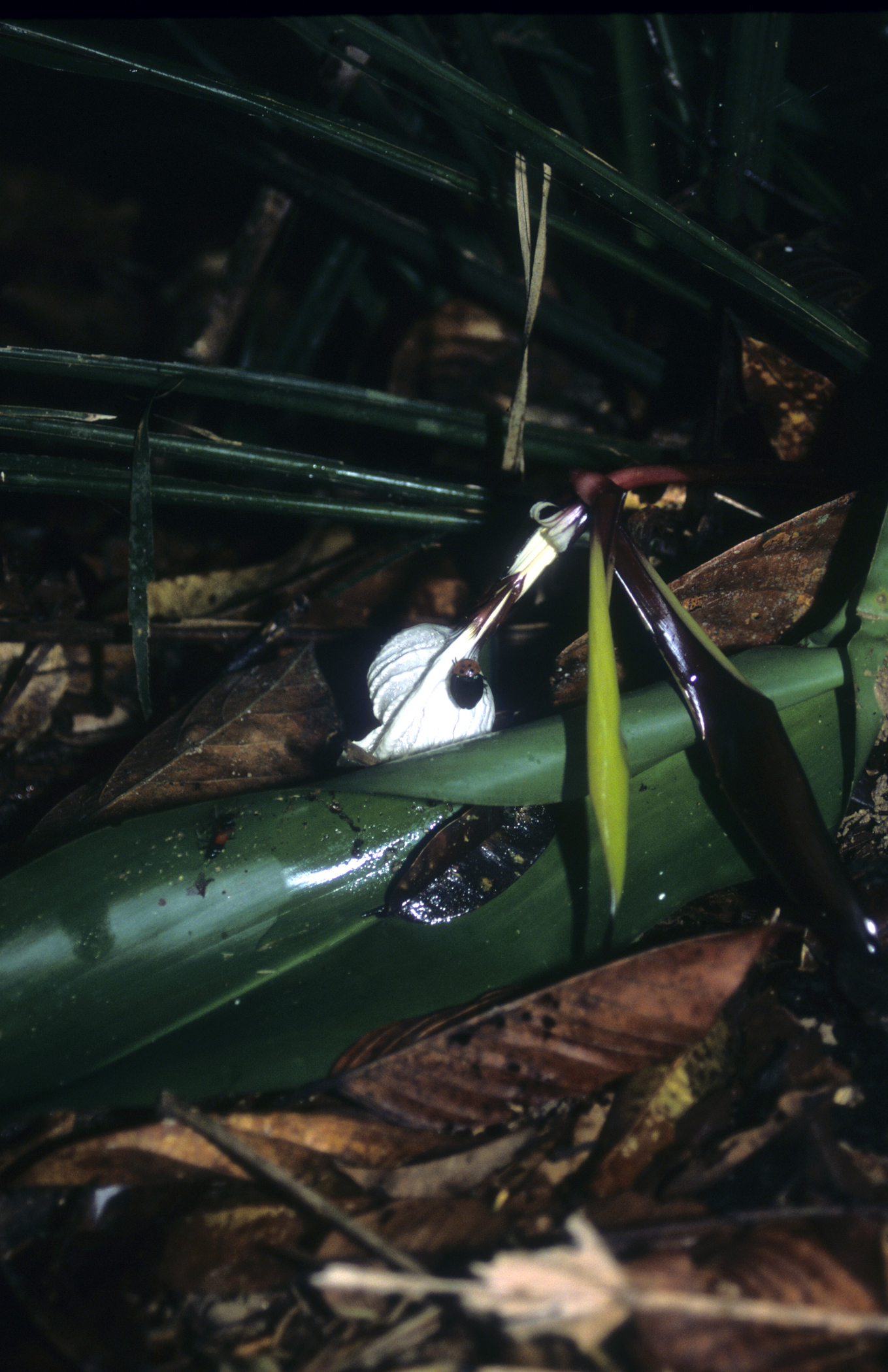
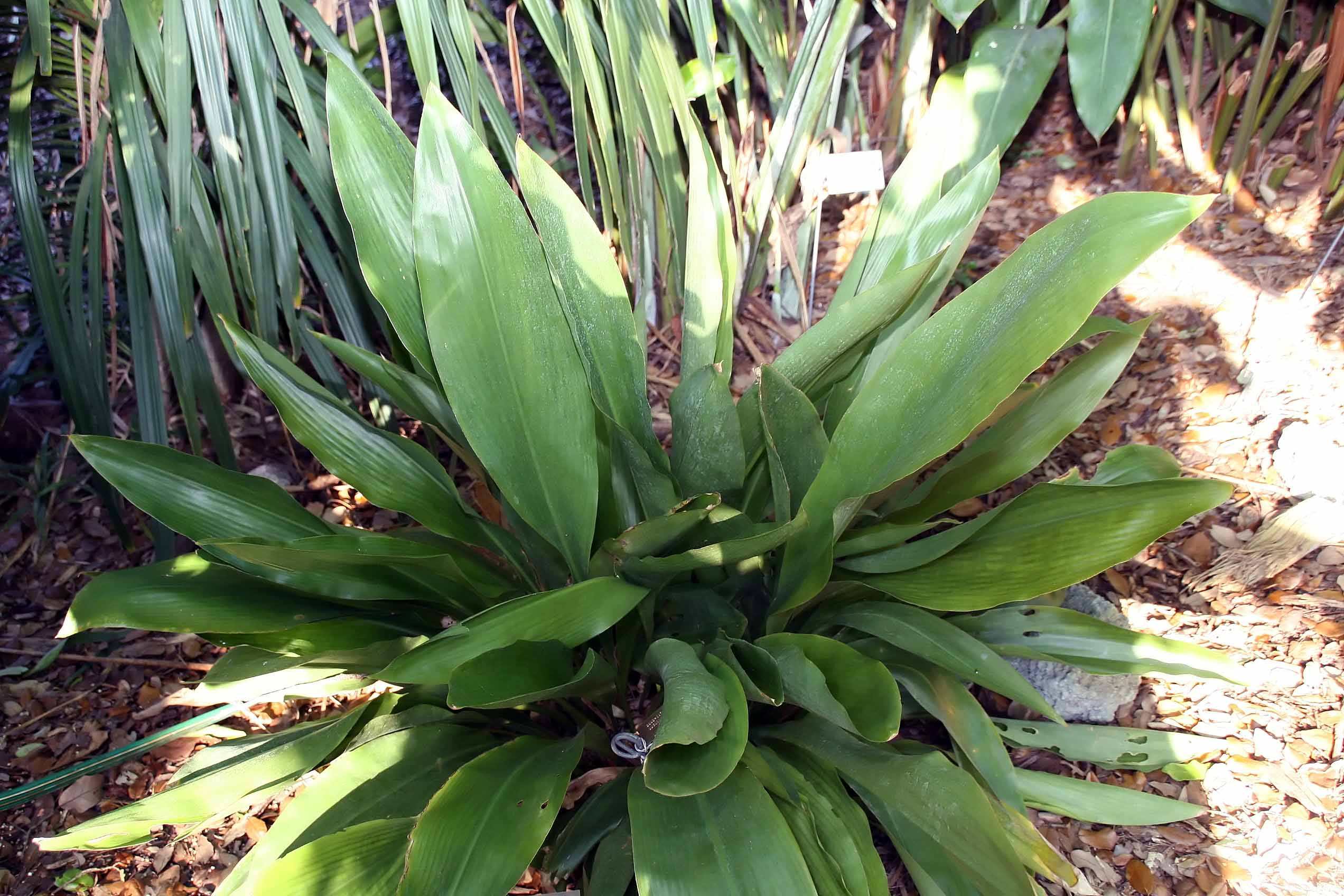
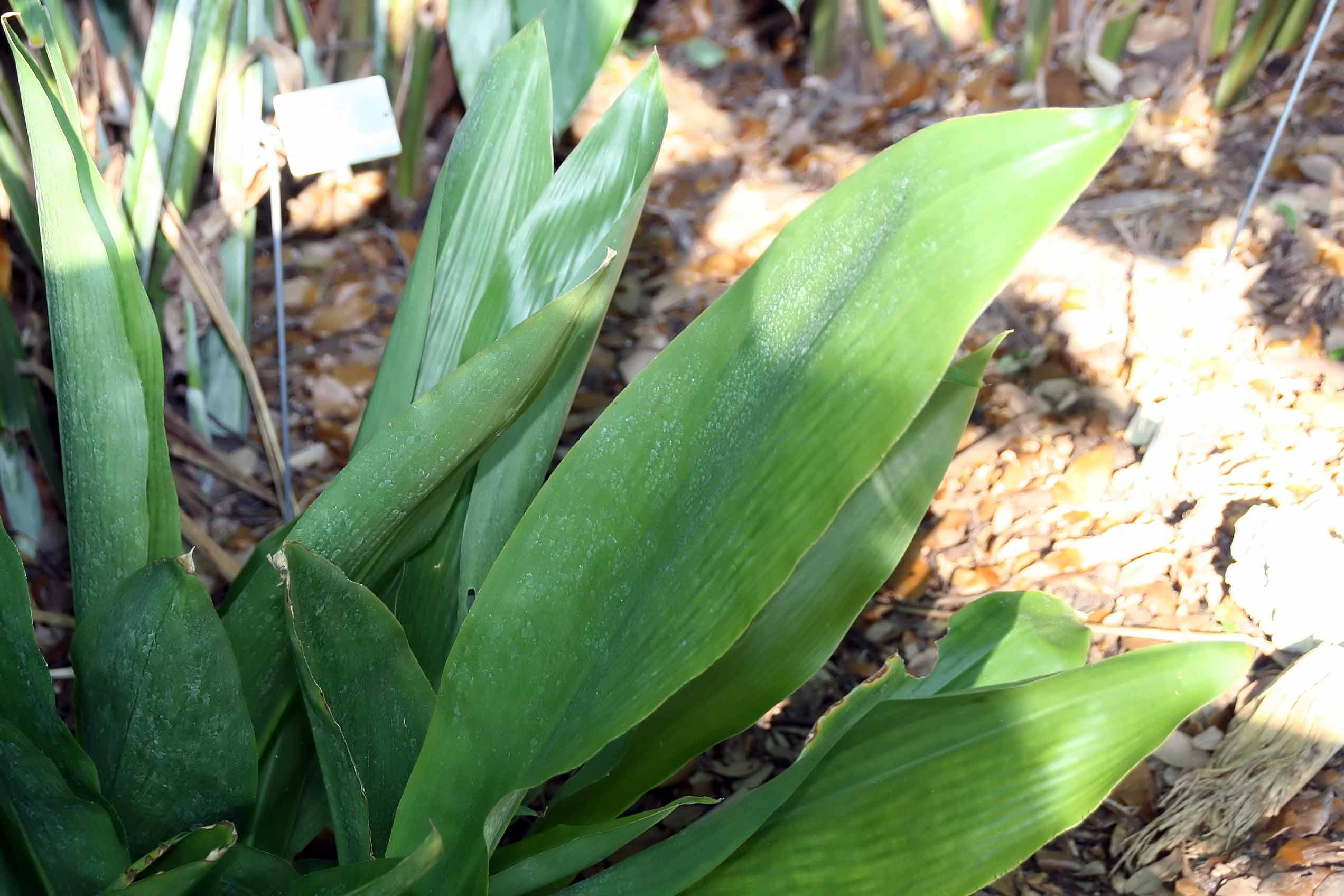

## Mô tả
Phiến lá màu xanh lục sáng, tới 100 × 15 cm, đáy thuôn hẹp, gờ mép lượn sóng; cuống lá với vỏ bao dài tới 30 cm. Cụm hoa ít phân nhánh; các lá bắc 2 gờ dài tới 18 mm; các lá bắc trung gian dài tới 7 cm, màu xanh lục; lá bắc hoa dài tới 15 cm; màu tím xỉn. Bầu nhụy với phần mở rộng dài 12–20 cm, màu tím, phần xa đường kính 4 mm. Lá đài đảo ngược, dài 11–14 cm, rộng 2 cm khi ép dẹt, hẹp dần thành mấu nhọn ở đỉnh, gờ uốn ngược mạnh khi hoa bắt đầu nở, sau đó dẹt dần, màu tím xỉn sẫm hoặc màu xanh lục với đáy màu tím sẫm. Cánh hoa ban đầu cuộn ngược, màu kem với phần chóp đỉnh và đáy màu tím sẫm, dài 27 mm, rộng 6 mm gần đáy, hình tam giác hẹp, đỉnh hình chỉ. Cánh môi dài 10–12 cm, rộng 5 cm khi ép dẹt, đáy màu tím sẫm-nâu, hẹp, với các bên cụp  vào trong, mở rộng đột ngột khi vượt quá đầu nhụy thành một phiến màu trắng kem có rãnh và gập nếp bất thường, về phía đỉnh thường 3 thùy, các thùy bên đảo ngược, thùy giữa nhỏ hơn và thẳng, kết cấu khá mọng, bề mặt nhẵn và hơi nhầy. Nhị hoa dài 24 mm, chỉ nhị 3 mm, màu tím, bao phấn màu kem. Vòi nhụy dài 2 cm, màu ánh tím, hình chỉ, đầu nhụy dài 2,4 cm, màu trắng ở đáy, phía dưới phân chia gần tới đáy thành 3 thùy hẹp màu tím sẫm và bóng, sắp xếp gần cùng nhau gần như trong một mặt phẳng nằm ngang giống như cái đinh ba, các gờ phần xa của chúng mang nhiều diềm cong dài 5–6 mm. Quả dài 8,5 cm bao gồm cả cổ; hạt giống như ở O. maxillarioides, dài 1 cm, các thùy áo hạt dài tới 15mm.

## Phân bố
Loài bản địa Malaysia bán đảo.